# Bola de Drac Z: La Batalla dels Déus
Bola de Drac Z: La Batalla dels déus (ドラゴンボールZ 神と神, Doragon Bōru Zetto: Kami to Kami, lit. Bola de Drac Z: Déu i Déu") és una pel·lícula animada d'arts marcials, fantasia i ciència-ficció del 2013. És la divuitena pel·lícula basada en la sèrie Bola de Drac i la catorzena que porta la marca Bola de Drac Z. Es va estrenar als cinemes originalment el 30 de març. Va ser la primera pel·lícula de Bola de Drac en 17 anys, ja que la darrera pel·lícula de la sèrie s'havia estrenat per al seu desè aniversari, el 1996. Va ser la primera pel·lícula de la sèrie a utilitzar tinta i pintura digitals. A diferència de les versions teatrals anteriors de Bola de Drac, es tracta d'un llargmetratge complet amb un llançament autònom i no es va mostrar com a part de la Toei Anime Fair (abans Toei Manga Matsuri).
Va ser la primera pel·lícula japonesa de totes que es va projectar als cinemes IMAX i es va estrenar en Blu-ray i DVD el 13 de setembre de 2013. En català es va estrenar als cinemes el 30 de maig de 2014.
La Batalla dels Déus va ser la primera pel·lícula considerada part oficial de la història de Bola de Drac, ambientada durant el timeskip al capítol 517 del manga original, amb el creador original Akira Toriyama profundament implicat. La trama involucra en Bills, el déu de la destrucció, que s'assabenta de la derrota del senyor galàctic, en Freezer, a mans d'en Goku. Buscant un oponent digne del seu poder, en Bills, juntament amb el seu company Whis, viatja a la Galàxia Nord per desafiar en Goku a una batalla.
Una seqüela, Bola de Drac Z: La Resurrecció d'en Freezer, es va estrenar al Japó el 18 d'abril de 2015, mentre que La Batalla dels Déus es va adaptar al primer arc de la història de Bola de Drac Súper, que va ampliar la trama de la pel·lícula.

## Argument
El Déu de la destrucció, en Bills, que manté l'equilibri a tot l'univers, es desperta de la seva llarga becaina. En sentir els rumors que un superguerrer ha derrotat en Freezer, en Bills va a trobar-lo. Emocionat per trobar un enemic tan fort després de tant de temps, en Goku desafia el déu de la destrucció, però es veu impotent davant del seu aclaparador poder. Aleshores, en Bills s'acomiada amb aquestes inquietants paraules: “Espero que a la Terra hi hagi algú que valgui la pena destruir”. Seran capaços en Goku, en Vegeta, en Son Gohan i els altres guerrers de la Terra d'aturar aquest poder destructiu sense precedents?

## Doblatge
| Personatge        | Japonès           | Català                | Valencià           |
| ----------------- | ----------------- | --------------------- | ------------------ |
| Goku              | Masako Nozawa     | Marc Zanni            | Martí Pich         |
| Bills             | Kōichi Yamadera   | Alfonso Vallés        | César Lechiguero   |
| Whis              | Masakazu Morita   | Marcel Navarro        | Enric Puig         |
| Vegeta            | Ryō Horikawa      | Joan Sanz             | Francesc Anyó      |
| Bulma             | Hiromi Tsuru      | Roser Contreras       | Júlia Sorlí        |
| Déu Kaito         | Jōji Yanami       | Ferran Llavina        | Edu Borja          |
| Kibitoshin        | Yūji Mitsuya      | Aleix Estadella       | Carles Montoliu    |
| Antic Kaioshin    | Ryōchi Tanaka     | Francesc Belda        | Alfred Picó        |
| Pilaf             | Shigeru Chiba     | Toni Astigarraga      | Aureli Delgado     |
| Mai               | Eiko Yamada       | Carme Ambrós          | Maria José Peris   |
| Son Gohan         | Masako Nozawa     | David Jenner          | Ignasi Díaz        |
| Trunks            | Takeshi Kusao     | Carme Calvell         | Carles Montoliu    |
| Drac Shenron      | Kenji Utsumi      | Francesc Belda        | Vicent Quintana    |
| Shu               | Tesshō Genda      | Albert Trífol Segarra | Ignasi Díaz        |
| Satanàs Cor Petit | Toshio Furukawa   | Xavier Fernández      | Aureli Delgado     |
| Narrador          | Jōji Yanami       | Enric Isasi-Isasmendi | Vicent Quintana    |
| Follet Tortuga    | Masaharu Satō     | Josep Maria Mas       | Francesc Fenollosa |
| Krilin            | Mayumi Tanaka     | Marta Barbarà         | Marina Vinyals     |
| Videl             | Yuko Minaguchi    | Rosa Guillén          | Miri Giner         |
| Xixi              | Naoko Watanabe    | Isabel Muntaner       | Marina Vinyals     |
| Son Goten         | Masako Nozawa     | Elisabet Bargalló     | Mari Giner         |
| Oolong            | Naoki Tatsuta     | Miquel Bonet          | Paco Vila          |
| Dende             | Ai Hirano         | Glòria Cano           | Jorge Tejedor      |
| Senyor Satan      | Unshō Ishizuka    | Eduard Doncos         | Sergio Capelo      |
| Senyor Buu        | Kōzō Shioya       | Francesc Belda        | Edu Borja          |
| Senyor Brief      | Jōji Yanami       | Enric Isasi-Isasmendi | Jose Luis Valero   |
| Iamxa             | Tōru Furuya       | Óscar Muñoz           | Enric Puig         |
| Ten Shin Han      | Hikaru Midorikawa | Daniel Albiac         | Alfred Picó        |
| Ox Satan          | Ryūzaburō Ōtomo   | Francesc Belda        | Vicent Quintana    |
| Senyora Brief     | Yoko Kawanami     |                       | Júlia Sorlí        |
| A-18              | Miki Itō          | Pilar Morales         | Eva Giner          |
| Puar              | Naoko Watanabe    | Glòria Cano           | Eva Giner          |
| Peix Oracle       | Shoko Nakagawa    | Glòria Cano           | Carles Claver      |